# St. Katharina (Opole-Groszowice)

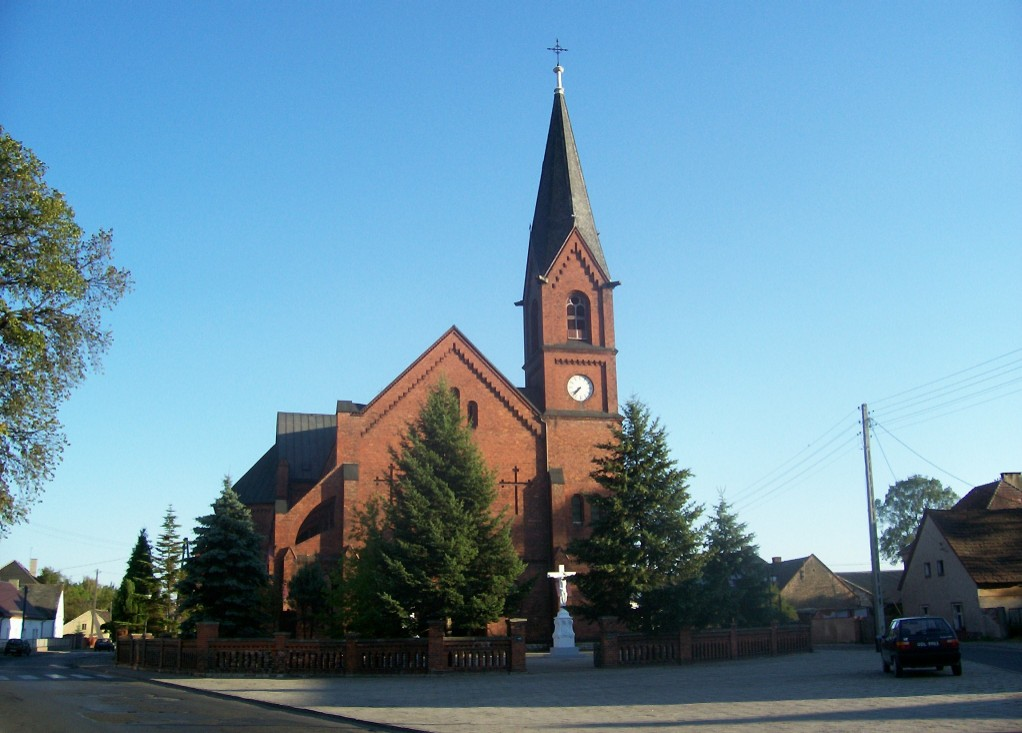
Hauptfront mit Glockenturm

Die Katharina-von-Alexandrien-Kirche (polnisch Kościół św. Katarzyny Aleksandryjskiej) ist eine römisch-katholische Kirche in Groszowice (Groschowitz), einem Stadtteil der oberschlesischen Stadt Opole (Oppeln). Die Kirche ist die Hauptkirche der Pfarrei St. Katharina (Parafia św. Katarzyny Aleksandryjskiej) in Opole. Das Gotteshaus liegt im Ortskern von Groschowitz an der ul. Księdza Jerzego Popiełuszki.

## Geschichte

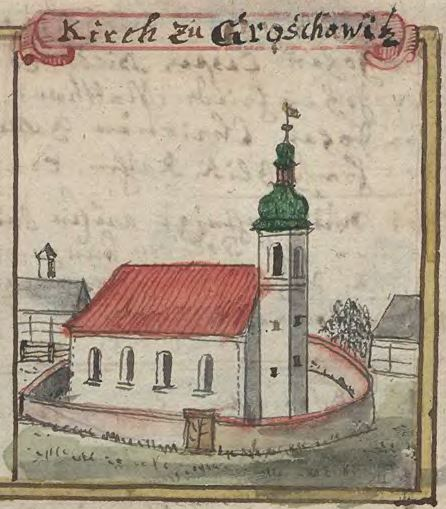
Zeichnung der Kirche aus der Mitte des 18. Jahrhunderts

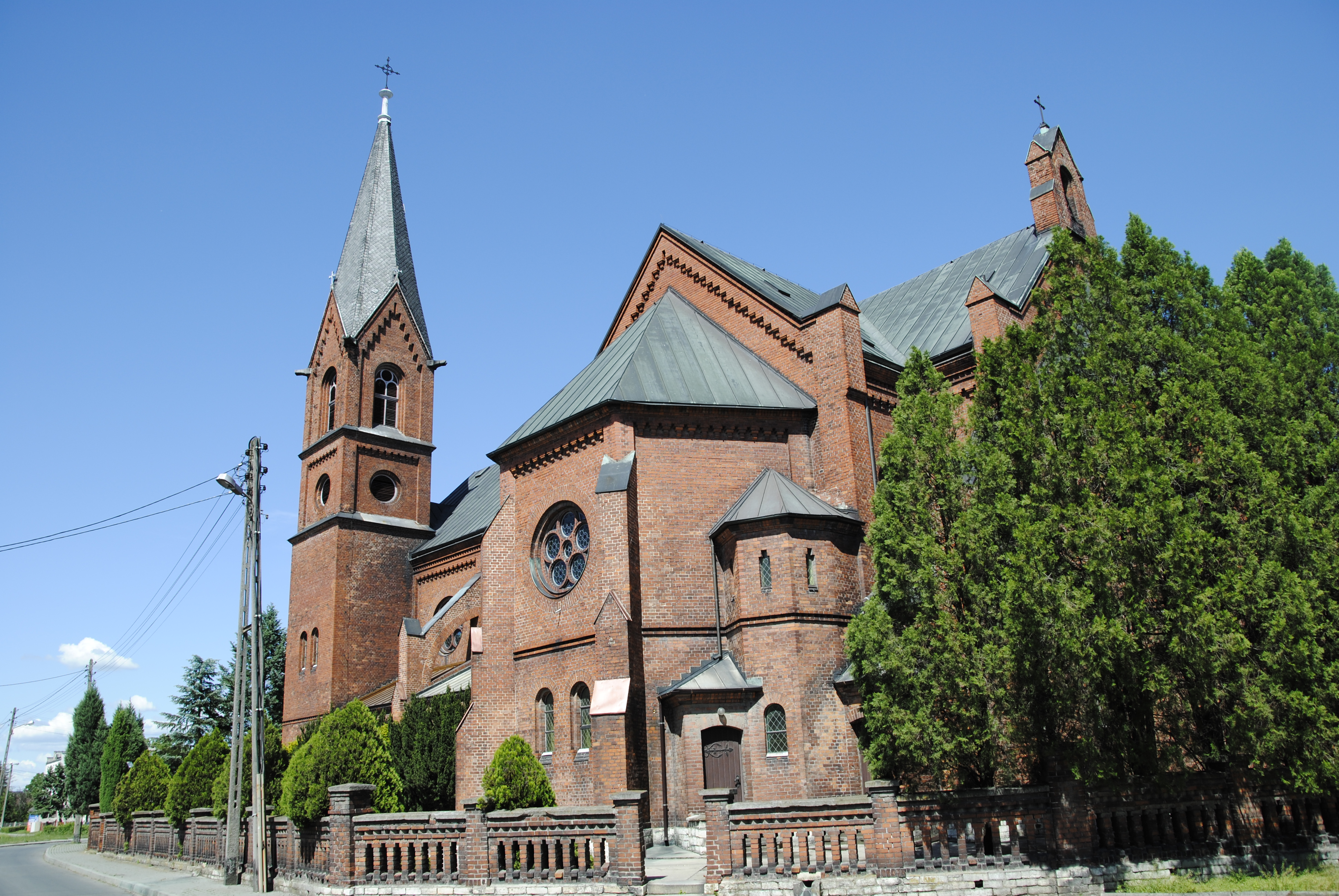
Rückansicht

Die Geschichte einer Kirche in Groschowitz reicht bis in das 13. Jahrhundert zurück. Erstmals erwähnt wurde eine Kirche im Ort 1295. Eine Pfarrei wurde 1376 erstmals erwähnt.
Für das Jahr 1678 ist eine Backsteinkirche im Ort bezeugt. Dieser Bau wurde 1880 abgerissen. An der gleichen Stelle wurde zwischen 1880 und 1883 der noch heute bestehende Backsteinbau errichtet. Die feierliche Weihe fand am 15. Oktober 1883 statt. 1911 erhielt der Kirchturm ein Uhrwerk der Berliner Turmuhren-Fabrik von Georg Richter. Am 7. Januar 1968 wurden drei Glocken geweiht. Zwischen 2011 und 2012 wurde die Orgel saniert. Der Kirchenbau steht seit 2016 unter Denkmalschutz.

## Architektur und Ausstattung
Der Kirchenbau aus Backstein entstand im neoromanischen Stil. Die Kirche besitzt drei 1968 angefertigte Glocken: Göttliche Vorsehung, St. Hedwig und St. Joseph.

## Pfarrer der Gemeinde
- Jakob Stuchly (1868–1888)
- Julius Sdralek (1888–1901)
- Franz Rudzki (1901–1923)
- Franz Haase (1923–1957)
- Antoni Liszka (1957–1970)
- Wojciech Skrobocz (1974–2004)
- Norbert Dragon (seit 2004)